# Margareta von Cilli
Margareta von Cilli († 22. Juli 1480) stammte aus dem Haus der Grafen von Cilli; durch ihre zweite Heirat im Jahre 1444 mit Wladislaus von Teschen gehörte ihr Hälfte von Glogau und Steinau.

## Herkunft und Familie
Margareta von Cilli war das einzige Kind von Hermann III., Graf von Cilli (* 1380?; † 30. Juli 1426 durch Sturz von seinem Pferd) und seiner ersten Frau Elisabeth (* 1377?; † vor 1423), Tochter des Freiherrn Johann II. von Abensberg und Witwe von Ullrich II. von Schaunberg.
Aus der ersten Ehe ihrer Mutter hatte Margareta zwei ältere Halbbrüder – Johann I. († 16. November 1453) und Georg I. von Schaunberg († 1404 in jungen Jahren). Väterlichers war sie eine Nichte der böhmischen Königin Barbara von Cilli, der zweiten Ehefrau des Römisch-deutschen Kaisers Sigismund.
Am 15. März 1430 heiratete Margareta in erster Ehe Hermann I., Graf von Montfort-Pfannberg-Bregenz. Sie hatten vier Kinder – die drei Söhne Hermann II. (* 1431), Georg I. (* 1433) und Johann III. (* 1434) sowie die Tochter Barbara (* 1435). Graf Hermann I. starb am 24. Juli 1435.
Im Dezember 1444 heiratete Margareta in zweiter Ehe den Teschener Herzog Wladislaus, dem auch die Hälfte von Glogau und Steinau gehörte. Die Ehe blieb kinderlos.

## Leben
Herzog Wladislaus starb am 14. Februar 1460. In seinem Testament vermachte er seine Besitzungen seiner Frau Margareta als Wittum und seinem Bruder Przemislaus II. Faktisch regierte jedoch Przemislaus II. in der Folgezeit allein über die Besitzungen seines verstorbenen Bruders. Margareta, der Herrschaft über ihr Land enteignet, blieb in Glogau, auch nachdem ihr Schwager Przemislaus II. 1476 die Gebiete an Matthias Corvinus verlor, der sie für die böhmische Krone annektierte. Auch wenn sie nur formal die Autorität über ihr Wittum ausübte, stellte sie sich gegen den Saganer Herzog Johanns II., der die unmittelbare Kontrolle über das Land ausüben wollte.
Kasimir II., ein Neffe von Wladislaus und Przemislaus II., behauptete seine Ansprüche auf das Erbe, da er der einzige männliche Erbe der Teschener Herzogslinie war. Bald wurde er vom Stadtrat von Glogau angerufen, die Ansprüche Margaretas zu schützen. Allerdings wurde er kurz darauf von den Truppen Johanns II. geschlagen. Schließlich verzichtete Kasimir II. 1479 auf alle seine Ansprüche auf das Erbe Wladislaus, wobei er von König Matthias Corvinus eine finanzielle Abfindung erhielt.
Dadurch war Margareta gezwungen, die Stadt allein gegen Johann II. zu verteidigen. Sie hielt die Verteidigung von Glogau bis zum 1. Mai 1480 aufrecht bis Johann II. nach der siebenwöchigen Belagerung die Stadt eroberte und damit das Herzogtum Glogau nach einer Trennung von fast 150 Jahren wieder vereinte. Margareta starb zwei Monate später.
Sie ist in der Kollegiatskirche in Glogau begraben.
Mit Margareta von Cilli war die letzte weibliche Angehörige dieses für die Geschicke Südosteuropas so bedeutenden Adelsgeschlechts dahingeschieden, dessen Ende durch die Ermordung des letzten männliche Vertreters Graf Ulrich von Cilli im Jahr 1456 besiegelt worden war.